# Периханян, Анаит Георгиевна
Анаит Георгиевна Периханян (арм. Փերիխանյան Անահիտ Գեորգիի; 24 апреля 1928, Москва — 27 мая 2012, Санкт-Петербург) — армянский, советский историк-востоковед, специалист по Сасанидскому Ирану. Доктор исторических наук.

## Биография
Родилась 24 апреля 1928 г. в Москве. Отец, Георгий Никитич, работал инженером, мать, Арусяк Ивановна, — врачом. В 1932 году отец стал директором Севано-Разданского каскада электростанций. Семья переехала в Ереван, где А. И. Периханян училась в школе, затем в 1945—1948 годах на истфаке Ереванского государственного университета. Перевелась на античное отделение истфака ЛГУ.
В 1951—1955 годах была аспирантом чл.-корр. АН СССР К. В. Тревер в Государственном Эрмитаже. В 1955 году в Эрмитаже была защищена кандидатская диссертация на тему «Социально-экономическое значение храмовых объединений Малой Азии и Армении в IV в. до н. э.-III в. н. э.».
С 1956 г. — младший научный сотрудник Института востоковедения АН СССР (Москва), а в 1959 году была переведена в Ленинградское отделение. В 1959—1998 годах была научным сотрудником сектора Древнего Востока. С 1977 года — старшим научным сотрудником по специальности языкознание (древние иранские языки), с 1986 года — ведущим научным сотрудником.
В 1974 году была защищена докторская диссертация на основе изданного текста Сасанидского судебника (Ереван, 1973).
В начале 90-х годов была приглашена Центром Иранских исследований Колумбийского Университета (США) для чтения лекций по иранскому праву. В 2001—2002 годах преподавала древнеармянский (грабар) на Специальном Восточном факультете Санкт-Петербургского университета.
Была членом международной научной ассоциации Corpus Inscriptionum Iranicarum (Лондон).
Была удостоена звания почётного академика Французской академии наук за работу «Материалы к этимологическому словарю древнеармянского языка».

## Научная деятельность
К сфере научных интересов относятся история, социально-экономические отношения и право древнего и средневекового Ирана и Армении, эпиграфика Малой Азии и Среднего Востока, армянский и среднеиранские языки, проблемы сравнительного индоевропейского языкознания.
В монографии «Храмовые объединения Малой Азии и Армении в IV в. до н. э. — III в. н. э.» (1959) рассматриваются различные формы храмовых общин, особенности их исторической эволюции и политический статус. Работа была выполнена с опорой на данные кандидатской диссертации «Социально-экономическое значение храмовых объединений Малой Азии и Армении в IV в. до н. э. — III в. н. э.».
Важнейшими работами в области иранистики являются публикация Сасанидского Судебника (1973), впоследствии переведённая на английский язык. Судебник представляет собой сборник юридических казусов, предназначенный для руководства в судебной практики. Описываемые казусы и решения охватывают в основном область частного права. На основе Судебника и ряда других правовых источников была написала монография «Общество и право Ирана в парфянский и сасанидский периоды», где впервые в иранистике был поднят широкий спектр тем, связанных с социальными и правовыми институтами Ирана II в. до н. э. — VII в. н. э., что имеет тем большее значение, что древнеиранское право сильно повлияло на право других государств средневекового Востока. В дальнейшем Периханян стала автором раздела «Iranian Society and Law» «Кембриджской истории Ирана».
Ещё одной областью интересов было исследование армянской лексики. Эту проблематику раскрывают статьи, посвящённые этимологии армянских слов, и «Материалы к этимологическому словарю древнеармянского языка» (Ереван, 1993). Выявлено наличие в армянском языке заимствований из среднемидийского (к. V — н. II вв. до н. э.) и описаны особенности армянского языка.

### Основные работы
- Храмовые объединения Малой Азии и Армении (IV в. до н. э. — III в. н. э.). М: Изд-во вост. лит., 1959. 186 с.
- Карл Германович Залеман // Очерки по истории русского востоковедения. М., 1959. Вып. IV. С. 79-115
- Пехлевийские папирусы собрания ГМИИ им. А. С. Пушкина // Вестник древней истории. 1961. № 3. С.78-93
- К вопросу о происхождении армянской письменности // Переднеазиатский сборник. М., 1966. Т. II. С.103-133.
- Агнатические группы в Древнем Иране // Вестник древней истории. 1968. № 3. С. 28-53.
- Сасанидский Судебник: книга тысячи судебных решений. Ереван, 1973. 572 с.
- Общество и право Ирана в парфянский и сасанидский периоды. М.: Наука, 1983. 383 с.
- Iranian Society and Law // The Cambridge History of Iran. Vol.III (2). Cambridge, 1983. Chapter 18. P. 627—680.
- Из материалов к этимологическому словарю древнеармянского языка. Ереван, 1993.
- Une terme enigmatique: m. — perse mgwh // Acta Orientalia. 1999. № 60. P. 113—125.
- К вопросу о происхождении павликианства // Письменные памятники Востока. 2011. № 2 (15).